# Maroko na Letních olympijských hrách 2000
Maroko na Letních olympijských hrách v roce 2000 reprezentovala výprava 55 sportovců (46 mužů a 9 žen) soutěžících ve 9 sportech.

## Medailisté
| Medaile | Jméno             | Sport    | Soutěž                    |
| ------- | ----------------- | -------- | ------------------------- |
| Stříbro | Hišám Al-Karúdž   | Atletika | Muži běh na 1 500 m       |
| Bronz   | Nezha Bidouaneová | Atletika | Ženy 400 metrů překážek   |
| Bronz   | Ali Ezzine        | Atletika | Muži 3 000 m překážek     |
| Bronz   | Brahim Lahlafi    | Atletika | Muži běh na 5 000 m       |
| Bronz   | Tahar Tamsamani   | Box      | muži pérová váha do 57 kg |